# Les Yeux et la Lumière
Les Yeux et la Lumière est un ouvrage de Vercors publié aux éditions de Minuit en 1948.

## Description
Sous-titré Mystère à six voix, il ne s'agit pas d'un roman ni d'un recueil de nouvelles mais de six apologues qui posent une même question à laquelle répond, lors d'un septième récit, un personnage.
Les six personnages ne croient plus en rien. Le sculpteur ne croit plus en l'art, le jésuite ne croit plus en Dieu, Arnaud ne croit pas à la Résistance, Luc ne croit pas à la poésie, Bruno ne croit plus en l'Homme. 
Et pourtant tous ces nihilistes, face à un cas de conscience, et sans eux-mêmes se l'expliquer, vont s’avérer des héros. 